# Desigual
Desigual ([desiˈɣwal], spanisch für ‚ungleich‘, ‚verschieden‘; stilisierte Eigenschreibweise: Deƨigual) ist eine spanische Modemarke des Unternehmens ABASIC S.A. aus Barcelona, Spanien. Sie wurde 1984 von Thomas Meyer gegründet. Desigual ist mit verschiedenen Vertriebskanälen und mehreren Partnern in 109 Ländern vertreten. Das Unternehmen arbeitet bei der Erstellung seiner Kollektionen und der Durchführung seiner Kampagnen mit nationalen und internationalen Designern, Musikern, Künstlern, Marken und Modeikonen zusammen.

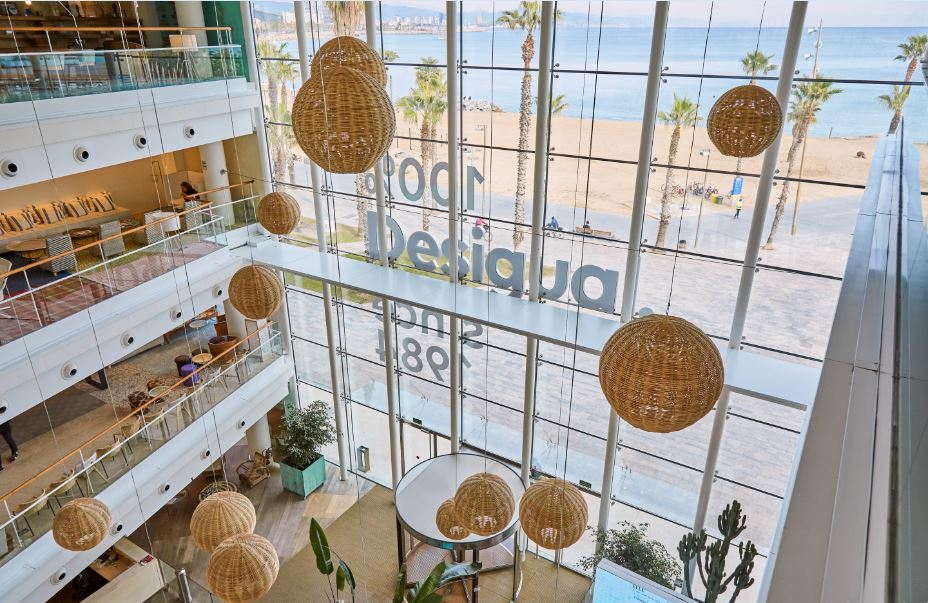
Desigual-Hauptsitz in Barcelona

## Geschichte
- 1983: Thomas Meyer entwirft aus zerschnittenen Second-Hand-Jeans eine Jacke, die unter der Bezeichnung „Iconic Jacket“ bekannt wird.[3]
- 1984: Der Schweizer Thomas Meyer gründet das Label in Barcelona.[4] Die Idee stammt von der spanischen Filmemacherin Isabel Coixet.[5]
- 1986: In Ibiza-Stadt eröffnet der erste eigene Store. Das Unternehmen bekommt sein erstes Logo: die grafische Darstellung eines nackten Mannes und einer Frau, die sich an den Händen halten, entworfen vom spanischen Grafikdesigner Peret.[6]
- 1993: Das Unternehmen verzeichnet ein Umsatzwachstum in Spanien und beginnt, nach Frankreich und Portugal zu exportieren.
- 1998: Desigual lanciert seine Website und beginnt mit der digitalen Vermarktung seiner Produkte und eröffnet ein Geschäft im Einkaufszentrum Triangle an der Plaza de Cataluña in Barcelona.
- 2006: Das Unternehmen begann seine internationale Expansion nach Europa, Asien und Amerika mit der Eröffnung eines eigenen Geschäfts in Singapur 2006, in London 2007 und eines weiteren in New York 2009. In den folgenden Jahren eröffnete das Unternehmen sein Hauptgeschäft in Barcelona an der Plaza de Cataluña, richtete seine Logistikzentren ein und wuchs schnell, indem es nach Europa, in den Nahen Osten und nach Afrika, Amerika und Asien expandierte.
- 2010: Die Reise in Lateinamerika beginnt mit der ersten Niederlassung in Kolumbien. Dieses Land wird zusammen mit Mexiko und Chile zum wichtigsten Markt in der Region.
- 2011: Desigual startet die Kooperation mit dem französischen Designer Christian Lacroix.[7]
- 2012: Das Unternehmen eröffnet seinen Hauptsitz im Stadtteil La Barceloneta in Barcelona, ein von Ricardo Bofill entworfenes Glasgebäude mit 24.000 Quadratmetern Nutzfläche, verteilt auf sechs Stockwerke, das eine Investition von 50 Millionen Euro erforderte.[8] Desigual tritt dem Bündnis für nachhaltige Textilien „Textile Exchange“ bei.
- 2015: Das Unternehmen startet seinen Transformationsplan, der sich auf drei Säulen stützt (Neudefinition des Produkts und der Zielgruppen, Optimierung des Vertriebsnetzes und Überprüfung der Marke), wobei der Schwerpunkt auf Effizienz (robustere Struktur, nachhaltiges Wachstum) und Relevanz durch Kreativität und Innovation liegt. Das Unternehmen weiht sein Logistikzentrum in Viladecans ein.[9]
- 2017: Desigual präsentiert seine Frühjahr-Sommer-Kollektion 2017 zum ersten Mal auf der New York Fashion Week und festigt seine Präsenz in Mexiko.
- 2018: Das Unternehmen legt die Iconic Jacket im Rahmen des internationalen Kunstevents Art Basel Miami Beach neu auf und baut ein Netzwerk von Kooperationen auf, um exklusive Kapselkollektionen zu entwerfen.
- 2019: In dem Bemühen, sein Publikum zu erweitern und neue Generationen einzubeziehen, definiert das Unternehmen sein Produkt neu, einschließlich neuer Materialien, Muster und Designs.[10] Desigual führt im Juni 2019 sein neues Markenimage ein, zu dem auch ein neues Logo gehört, und setzt es in mehreren Geschäften in verschiedenen Ländern um. Das Unternehmen schließt sich Amfori an.
- 2020:  Das Unternehmen setzt die Einführung seines neuen Markenauftritts fort, stellt den Nachhaltigkeits- und CSR-Plan 2020–2023 vor und tritt der Sustainable Apparel Coalition, der Better Cotton Initiative, The Fashion Pact und Sedex bei. Desigual launches an exclusive capsule by María Escoté. This is the first collaboration with the Spanish designer,and is part of a network of collaborations with artists and designers.[11]
- 2021: Desigual führt eine 4-Tage-Woche ein, nachdem sich 86 % der Beschäftigten in einer Abstimmung für die Maßnahme ausgesprochen haben.[12] Das Unternehmen gründete Awesome Lab, einen Startup-Beschleuniger zur Förderung der Entwicklung technologischer Lösungen im Modesektor.
- 2022: Das Unternehmen schließt sich der Roadmap to Zero des ZDHC an, und das Awesome Lab setzt seine Arbeit in einer zweiten Ausgabe fort.[13]

## Entwicklung
Bekannt für einen charakteristischen Stil, der auf ethnischen Stoffen und Patchwork-Kompositionen basiert, bringt Desigual jedes Jahr zwei Kollektionen heraus: Frühjahr-Sommer und Herbst-Winter, mit einem urbanen, frischen, vielseitigen und kombinierbaren Stil.
Das Unternehmen setzt auf ein Omnichannel-Modell mit dem Ziel, näher am Verbraucher zu sein. Die Konsolidierung dieses Geschäftsmodells erfolgte durch eine Optimierung des Vertriebsnetzes im Rahmen der Digitalisierung des Unternehmens – Stärkung des Online-Kanals und Umgestaltung der übrigen Kanäle – sowie durch die Erneuerung des Einkaufserlebnisses durch ein auf die spezifischen lokalen Bedürfnisse abgestimmtes Managementmodell. Das Unternehmen hat zehn Vertriebskanäle, sowohl physisch als auch online, der Vertrieb ist in Logistikzentren in Viladecans, Gavà, New Jersey (USA) und Hongkong zentralisiert. 2002 stieß der Spanier Manel Adell hinzu und brachte als Vorstandsvorsitzender das Unternehmen auf Wachstumskurs. Es erzielte von 2002 bis 2009 ein jährliches Wachstum von 60 % und einen Umsatz von 250 Mio. Euro im Jahr 2009, 440 Mio. Euro im Jahr 2010, und 560 Mio. Euro im Jahr 2011. Im Jahr 2011 beschäftigte das Unternehmen 2900 Mitarbeiterinnen und Mitarbeiter aus 72 Nationalitäten. Für die Expansion war von 2003 bis 2011 Christian Meyer zuständig, Bruder des Unternehmensgründers.
Im Jahr 2013 wurde Manel Jadraque Geschäftsführer, 2016 wurde er von Alberto Ojinaga abgelöst. Das Unternehmen ist mit rund 393 eigenen Geschäften sowie weiteren Verkaufsstellen in 109 Ländern weltweit vertreten, seit 2009 auch in Deutschland. Es beschäftigt weltweit mehr als 2600 Mitarbeiter, davon 547 am Hauptsitz im Stadtteil La Barceloneta in Barcelona. 2009 startete das Unternehmen sein Geschäft in Berlin. Ab 2022 gibt es insgesamt 28 Markengeschäfte mit 220 Mitarbeitern in Deutschland, dem drittgrößten Markt in Bezug auf den Gesamtumsatz angesichts der Bedeutung des digitalen Vertriebs in diesem Land.
Im Jahr 2021 führte Desigual die Vier-Tage-Woche ein, die drei Arbeitstage im Büro und einen Arbeitstag von zu Hause aus vorsieht. Die Initiative wurde mit 86 % der Stimmen angenommen, nachdem sie am Hauptsitz einer Gruppe von rund 500 Mitarbeitern vorgestellt worden war. Die Arbeitswoche mit einem Tag Homeoffice wurde ab dem 8. Oktober definitiv eingeführt, und es war das erste Mal, dass diese Art von Maßnahme in Spanien von einer internationalen Modemarke angewendet wurde.

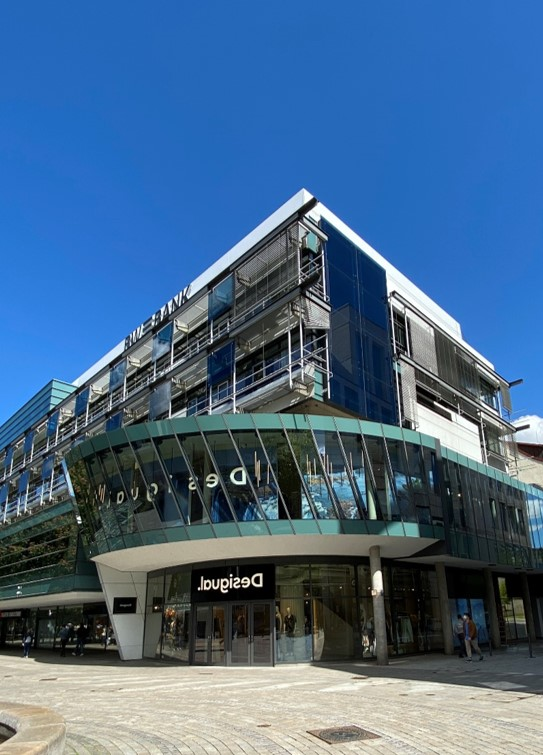
Desigual, Stuttgart

## Auszeichnungen
- 2008: MAPIC Retail Award
- 2009: Preis für Logistikexzellenz der Fundación Instituto Catalán de Logística (ICIL), Barcelona, Spanien.

- 2010: XI Prix Pyrénées der französischen Handelskammer in Barcelona.[23]
- 2011: III Human Factor Mercè Sala Award.[24]
- 2012: Best Brand Award, im Rahmen der vierten Ausgabe der National Marketing Awards.[25]
- 2016: CEL Preis für Logistikexzellenz.[26]
- 2020: Das Unternehmen wird auf BrandZ – erstellt von Kantar – unter die 30 wertvollsten spanischen Marken eingestuft,[27] und erhält den bronzenen Laus Award für die neue, 2019 eingeführte Markenidentität.[28]
- 2021: Ausbildung und Beschäftigung – Anerkennung für die 4-Tage-Woche der Marke, die vom Wirtschaftsteil der Zeitung El Mundo im Rahmen der 100 besten Ideen des Jahres ausgezeichnet wurde.[29]
- 2022: UNO Award to the Leader in Logistic Innovation and Entrepreneurship, verliehen von UNO Logística.[30]

## Markenimage
Einige der Namen der von der Marke lancierten Kollektionen sind „Real Life“, „Magic Stories“, „Luxury Feelings“, „Me&You“, „Better&Better“, „Wow“, „All Together“, „Handmade“, „Rainbow“, „El Love“, „La Difference“, „El Now“, „We are Animals“ und „La vida es Chula“.
2004 brachte das Unternehmen eine T-Shirt-Linie auf den Markt, die von Zeichnungen der Töchter von Thomas Meyer inspiriert war. Im Januar 2010 startete Desigual in Spanien und Portugal eine Kampagne, um den Schlussverkauf zu bewerben: Die Kunden wurden eingeladen, die Stores in Unterwäsche zu betreten, die ersten 100 Kunden würden ein kostenloses Outfit erhalten. Der Slogan für diese Werbekampagne war: „Enter naked, leave dressed“ (Komm nackt, gehe bekleidet). Daraufhin standen auf der Straße vor dem Madrider Store 200 Menschen in ihrer Unterwäsche, um den Schlussverkauf zu nutzen. Die Kampagne wurde im Juni 2011 in London, Berlin, Stockholm, Madrid, Prag und New York und im Januar 2012 in Madrid, Sevilla und Lyon wiederholt.
In einer der bemerkenswertesten Kampagnen der Marke spielte Winnie Harlow die Hauptrolle, ein kanadisches Model mit Vitiligo, die das Gesicht der Frühjahr-Sommer-Kollektion 2014 war. Weitere Gesichter der Marke waren vor allem Adriana Lima, auch Erin Heatherton und Tony Ward.
Die Firma entwirft regelmäßig Kollektionen in Zusammenarbeit mit bekannten Persönlichkeiten aus Kunst und Kultur. Neben der Zusammenarbeit mit dem französischen Designer Christian Lacroix, die 2011 begann, unterzeichnete das Unternehmen im Juni 2011 eine weltweite Partnerschaft mit dem Cirque du Soleil und entwarf eine Bekleidungskollektion mit dem Namen „Desigual inspired by Cirque du Soleil“, die sechzig Kleidungsstücke und Accessoires umfasst.
Desigual hat außerdem eine laufende Kooperation mit Disney. Diese Zusammenarbeit startete mit einer Kollektion, die von der ikonischen Jeansjacke inspiriert war, die Thomas Meyer in den 1980er Jahren aus Jeansresten mit verschiedenfarbigen Lederverzierungen kreierte.
Seit 2018 hat die Marke neue Kooperationen mit bekannten Persönlichkeiten und anderen Unternehmen begründet und in diesem Rahmen Capsule Collections mit neuen Materialien, Kampagnen zur Förderung der Vielfalt und künstlerische Projekte initiiert. An diesen Kollaborationen waren bisher beispielsweise die Künstlerinnen Miranda Makaroff und Okuda San Miguel, die Designerin María Escoté, die Schauspieler Jordi Mollá und Najwa Nimri sowie die Unternehmen Ecoalf, Victoria und Sonar Barcelona beteiligt.
Im Juni 2019 lancierte das Unternehmen sein neues Markenimage mit einem neuen Logo, das den Markennamen auf den Kopf stellt, sowie mit einer Überarbeitung der Produktlinien und einem personalisierteren Einkaufserlebnis. Dies erforderte auch eine Neugestaltung strategischer Stores in Europa, Amerika und Asien, darunter auch der Store im Stadtteil Harajuku in Tokio, Japan, in einem der wichtigsten Märkte des Unternehmens. Eine Etage dieses Stores bietet Kunden die Möglichkeit, Kleidungsstücke individuell zu gestalten und an Workshops teilzunehmen, die von Künstlern geleitet werden.
Ende desselben Jahres präsentierte Desigual im Rahmen der internationalen Kunstveranstaltung Art Basel Miami Beach seine Frühjahr-Sommer-Kollektion 2020 mit einer Modenschau sowie einer vom Kuss inspirierten Kunstausstellung unter der Regie der spanischen Künstlerin Carlota Guerrero. Persönlichkeiten aus der Welt der Mode, der Kunst, des Films und der Musik führten eine Choreografie auf und bei der anschließenden Show küssten sich Paare und Trios vor den Augen des Publikums, wobei sie Kleidungsstücke aus der neuen Kollektion und später gar nichts trugen.
Im Jahr 2020 setzte die Marke ihr erneuertes Image und Konzept fort, diesmal in physischen Geschäften und unter Einbeziehung von Kunstgalerien: Es wurden durchsichtige Räume mit weniger Kleidungsstücken und Bügeln eingerichtet, die die Kleidungsstücke zu Protagonisten und Hauptobjekten für die Wirkung auf den Verbraucher machen. Dieses neue Konzept wird in den bedeutendsten Geschäften auf allen Märkten umgesetzt. Im Jahr 2022 änderte das Unternehmen seine künstlerische Ausrichtung, um sich wieder mit seiner Kundschaft und den neuen Generationen zu verbinden, die Kleidung und Accessoires als Ausdrucksmittel betrachten.
Die Herbst-Winter-Kampagne 2022 wurde von dem Fotografen Mario Sorrenti und dem Model Grace Elizabeth, die bereits für Victoria’s Secret, Chanel und Fendi modelte, in Schwarz-Weiß gestaltet und umgesetzt. Das Bild für die Herbst-Winter-Kollektion 2022 von Desigual ist Nathy Peluso, die argentinische Sängerin und Songwriterin, die auch für ihr transgressives Image bekannt ist, das die Werte der Marke repräsentiert.

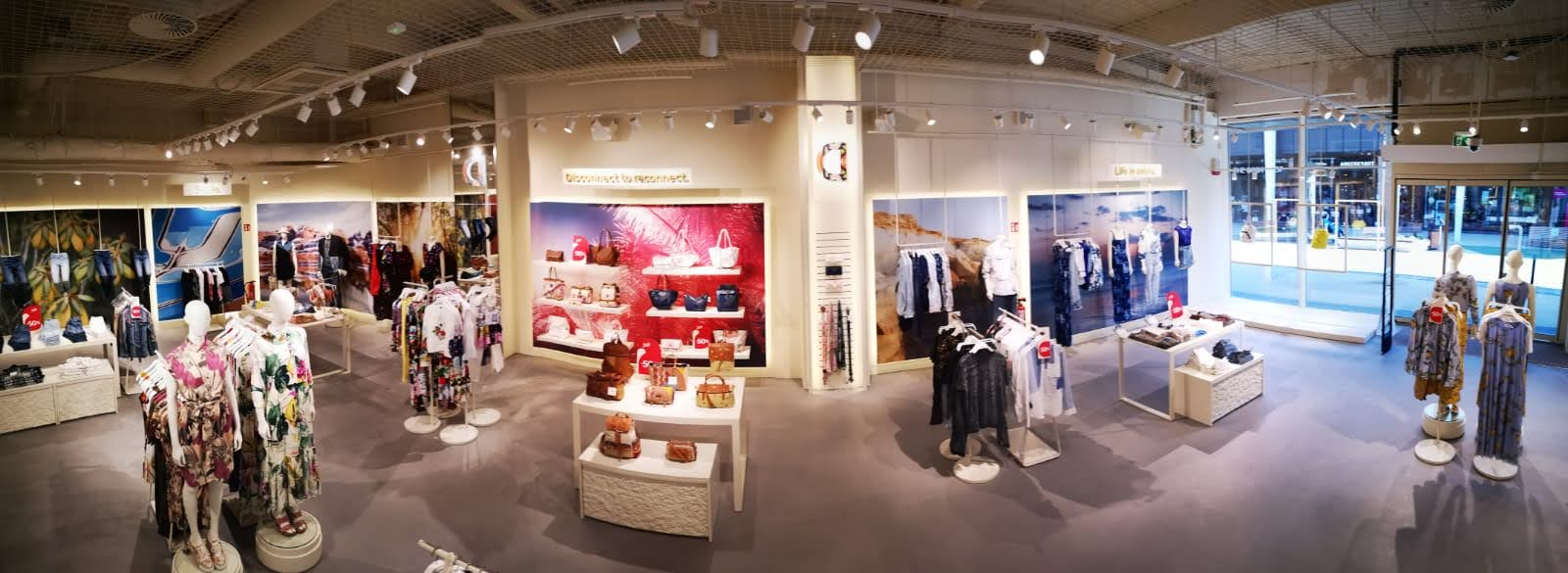
Desigual, Bochum

## Digitalisierung
Der 2015 verabschiedete Transformationsplan erforderte eine Investition von mehr als 80 Millionen Euro in Logistikprozesse, IT, Innovation und Vertriebsnetz. In allen Desigual-Stores wurde RFID-Technologie implementiert, was eine genaue Verwaltung des Inventars in Echtzeit sowie die Rückverfolgbarkeit der Bestände von der Quelle aus ermöglicht. In den physischen Verkaufsstellen nutzt das Unternehmen den „Ask Me“-Service, mit dem mehrere Transaktionen durchgeführt werden können, von Umtausch oder Rückgabe bis hin zum Kauf. Außerdem wurde der „Ship From Store“-Service eingeführt, ein System, das es ermöglicht, Pakete in dem Store vorzubereiten, der dem Lieferort am nächsten liegt.
Was den Online-Kanal betrifft, so hat das Unternehmen seine eigene Website und verkauft seine Produkte über E-Tailer und Flash-Sales. Die 1998 erstellte Website desigual.com wurde Ende 2019 mit Neuerungen bei Personalisierung, Skalierbarkeit und Lokalisierung aufgefrischt, um sie an das neue Markenimage anzupassen. Der Online-Shop ist in mehr als 150 Märkten verfügbar und wird durch grenzüberschreitende E-Commerce-Technologien des Logistik- und Technologiepartners Global-e unterstützt. Außerdem integriert es ein auf künstlicher Intelligenz basierendes Empfehlungssystem und bietet den Nutzerinnen länderspezifische Bezahlmethoden. Die COVID-19-Pandemie führte zu einer Veränderung der Konsum- und Kaufgewohnheiten, die digitale Kanäle begünstigte. Seit Mai 2020 verzeichneten die Online-Verkäufe auf desigual.com ein durchschnittliches Wachstum von 50 % mit Spitzenwerten von bis zu 70 %.

## Innovation
Im Jahr 2021 gründete Desigual das Awesome Lab, einen Startup-Beschleuniger, der technologische Innovationen im Modesektor vorantreiben und Lösungen für die wichtigsten Herausforderungen der Branche bieten soll. Dies war eine bahnbrechende Initiative in der Modebranche in Spanien. In der ersten Ausschreibung wurde es mit der offenen Innovationsplattform Plug and Play entwickelt. Aus mehr als 150 Unternehmen wurden sieben ausgewählt: Vestico, Syrup Tech, Swearit, Personify XP, Resortecs, Exonode und SXD, mit Ideen rund um Blockchain, künstliche Intelligenz, neue Materialien und maschinelles Lernen. Der zweite Aufruf im Jahr 2022 wird gemeinsam mit Wayra, der offenen Innovationsdrehscheibe von Telefónica, durchgeführt.

## Nachhaltige Produktion
Die Kleidungsstücke von Desigual werden hauptsächlich in Asien hergestellt (73 % der Produktion), vor allem in Ländern wie China und Indien. Ein Teil wird auch in Europa und im Nahen Osten hergestellt (27 % der Produktion). Im Jahr 2020 veröffentlichte das Unternehmen die Liste der Bekleidungsfabriken, die weltweit aktiv für es arbeiten (direkte Zulieferer oder Tier-1-Lieferanten).
Um die Einhaltung des Verhaltenskodex des Unternehmens für Zulieferer (einschließlich Vorschriften zur Einhaltung von Gesetzen, Menschenrechten, Arbeitnehmerrechten sowie Arbeits-, Umwelt-, Qualitäts- und Sicherheitsbedingungen) zu gewährleisten, führt Desigual Audits durch, die durch eine unabhängige dritte Stelle in Übereinstimmung mit den internationalen Standards BSCI und SMETA durchgeführt werden.
Das Unternehmen führte nachhaltige Fasern ein und brachte Kollektionen mit Kleidungsstücken aus organischen und recycelten Fasern auf den Markt, wie die „Love the World“-Kollektion, die im Januar 2021 lanciert wurde.
Im Jahr 2020 hat die Marke ihren Plan für Nachhaltigkeit und soziale Verantwortung der Unternehmen (CSR) gestrafft. Mit der Einführung dieses Plans sind nun 55 % der Desigual-Kleidung nachhaltig, ein Prozentsatz, der für die Frühjahr/Sommer-Kollektion 2023 auf 70 % steigen wird. Das Unternehmen hat außerdem ein neues Öko-Label-Modell eingeführt, das die Kleidungsstücke nach dem Anteil an recyceltem oder organischem Material bewertet, wenn sie die Fabrik verlassen.
Im Jahr 2022 kündigte das Unternehmen sein Ziel an, seine absoluten Treibhausgasemissionen bis 2026 um 65 % im Vergleich zu den Werten von 2019 zu senken. Diese Initiative ist Teil des anspruchsvolleren Ziels des Unternehmens, bis 2050 Kohlenstoffneutralität zu erreichen.
Das Unternehmen hat sich auch dem Projekt Roadmap to Zero von ZDHC (Zero Discharge of Hazardous Chemicals) angeschlossen, um in der gesamten Wertschöpfungskette die besten chemischen Praktiken zu gewährleisten und so dem Ziel von Null-Emissionen näher zu kommen.
Was das Abfallmanagement betrifft, Desigual recycelte 97 % der in seinen Gebäuden und Geschäften in Spanien anfallenden Abfälle (rund 1.100 Tonnen). Insgesamt reduzierte das Unternehmen das Abfallaufkommen um 20 % im Vergleich zu 2018. Das Ziel, eine nachhaltigere Verpackung zu erhalten, wurde 2021 erreicht, als Einwegkunststoff aus dem Verpackungsprozess entfernt wurde.

## Geschäftsnetzwerk
Desigual betreibt Stores und Verkaufsstellen in 109 Ländern, mit kürzlichen Eröffnungen in Asien (Japan, Indien), Südafrika, Lateinamerika (Kolumbien, Peru, Mexiko, Guatemala, Ecuador), Europa (Italien) und dem Start von E-Commerce unter anderem in Hongkong, Russland und der Türkei, neben anderen Märkten, genauer gesagt in Albanien, Algerien, Andorra, Antigua und Barbuda, Armenien, Aruba, Australien, Österreich, Aserbaidschan, Bahrain, Belgien, Belarus, Bosnien und Herzegowina, Bermuda, Brasilien, Brunei, Bulgarien, Kanada, China, Kolumbien, Costa Rica, Chile, Kroatien, Zypern, Curaçao, Tschechische Republik, Ecuador, Estland, El Salvador, Tschechische Republik, Dänemark, Ägypten, Russische Föderation, Vereinigte Arabische Emirate, Finnland, Frankreich, Deutschland, Georgien, Gibraltar, Griechenland, Guadeloupe, Honduras, Ungarn, Island, Indien, Indonesien, Kaimaninseln, Israel, Irland, Italien, Japan, Jersey, Jordanien, Kasachstan, Kuwait, Lettland, Libanon, Litauen, Luxemburg, Macao, Mazedonien, Malaysia, Malta, Montenegro, Marokko, Myanmar, Niederlande, Neuseeland, Oman, Panama, Paraguay, Philippinen, Polen, Südkorea, Portugal, Puerto Rico, Katar, Dominikanische Republik, Rumänien, Saudi-Arabien, Singapur, Kuba, Spanien, Serbien, Sri Lanka, Südafrika, Schweiz, Schweden, Taiwan, Trinidad und Tobago, Tunesien, Uruguay, Ukraine, Vereinigtes Königreich, Vereinigte Staaten, Peru, Venezuela und Vietnam.

## Sonstiges
2013 verhängte die Bundesnetzagentur ein Rechnungslegungs- und Inkassoverbot gegen Desigual aufgrund eines Verstoßes gegen die Pflicht zu kostenfreien Warteschleifen bei Service-Dienst-Rufnummern.